# Magma pochodna
Magma pochodna – magma będąca produktem stopniowej dyferencjacji magmy macierzystej. Magmy te po opuszczeniu komory magmowej tworzą samodzielne ciała magmowe lub osiągają powierzchnie Ziemi w postaci lawy. Mogą również podlegać krystalizacji tworząc intruzje.